# Treason Act 1795
Il Treason Act 1795 fu un decreto del Parlamento inglese. Non durò a lungo, ma alcuni dei nuovi reati creati continuano a esistere oggi nel Regno Unito per il Treason Felony Act 1848. 
Il decreto creò 4 nuove forme di alto tradimento, in aggiunta a quelle già esistenti. Divennero alto tradimento:

"sperare, immaginare, inventare, concepire o volere la morte e lesioni fisiche che tendono alla morte o alla mutilazione o imprigionare la persona del re"

O:

"sperare, immaginare, inventare, concepire o volere":
- la deprivazione del re del regno
- levare guerra al re, forzare il re a certe politiche, o intimidire o ostacolare il Parlamento
- muovere lo straniero a invadere la Gran Bretagna o un altro paese appartenente al re

La pena per tradimento era la morte. Comunque gli ultimi tre reati della lista furono ridotti a felony con Treason Felony Act 1848, che comportava massimo l'ergastolo. Tale decreto è ancora valido.
L'imprigionare o infliggere lesioni al re continuò a essere punibile con la morte fino al 1998, quando il decreto fu sostituito. Comunque l'aggressione al re è un reato sotto il Treason Act 1842, che prevede massimo 7 anni di reclusione.